# GpsDrive
GpsDrive è un programma per computer progettato per agire come sistema di navigazione per veicoli.
Il programma mostra all'utente la sua posizione,  ottenuta dal ricevitore GPS NMEA 0183, su una mappa ingrandibile visualizata sullo schermo.
Il file della mappa è selezionato automaticamente, dipende dalla posizione e dalla scala preferita.
Attualmente GpsDrive usa immagini raster delle mappe, ma è pianificato uno sviluppo di immagini vettoriali da progetti come Open Street Map.
È progettato per essere eseguito su tutti i ricevitori GPS Garmin che possiedono una porta seriale, come tutti gli altri ricevitori GPS che supportano il protocollo NMEA.
GpsDrive è scritto in C, con l'uso dello strumento grafico GTK+, funziona con Linux, FreeBSD e altri sistemi Unix compatibili.
Fornisce un'interfaccia in diverse lingue: inglese, tedesco e francese.
È disponibile sotto licenza GPL.
Offre le tradizionali funzioni di navigazione interattiva delle mappe con regolazione della scala di riferimento, e la navigazione vocale, integrandosi con Festival, software open source di sintesi vocale.